# Iris juncea
Iris juncea är en irisväxtart som beskrevs av Jean Louis Marie Poiret. Iris juncea ingår i släktet irisar, och familjen irisväxter. Inga underarter finns listade i Catalogue of Life.

## Bildgalleri

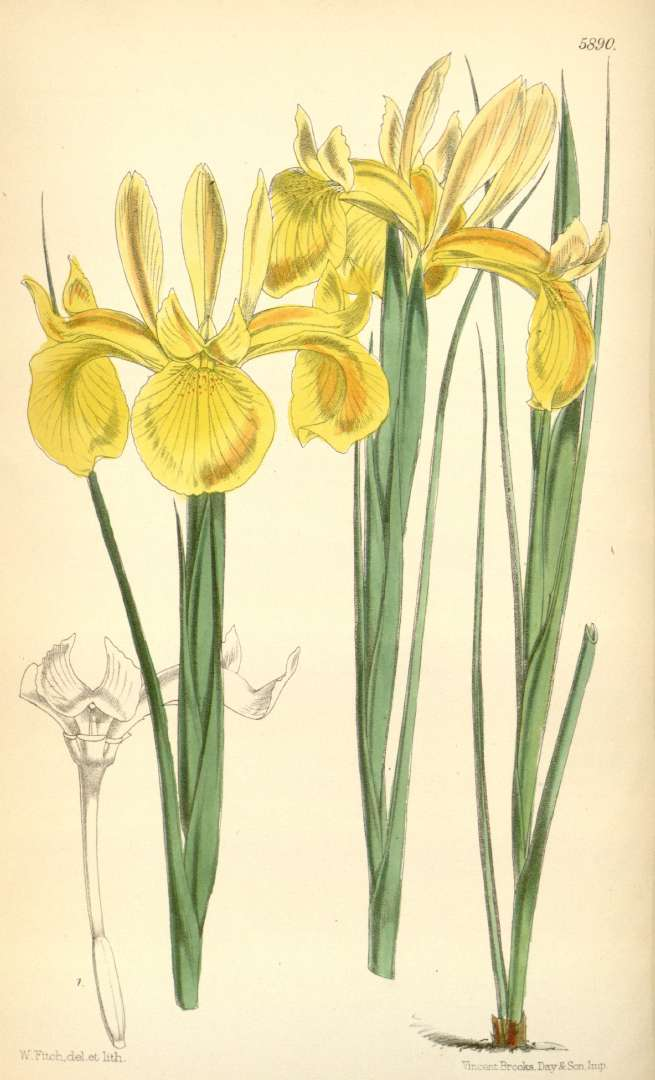